# HyperScan
HyperScan — игровая консоль, созданная компанией Mattel и выпущенная 23 октября 2006 года. Позиционировалась как продукт для мальчиков от 5 до 9 лет, которые не могли играть в игры для «больших» консолей вроде PlayStation 2 ввиду нежелания родителей тратить деньги. Стоимость консоли при запуске — 69.99$, но ближе к концу короткого цикла поддержки, которая прекратилась в 2007-м году, цены снизились до 9.99$. Носителем были CD-ROM диски файловой системы UDF.
Главным новшеством было наличие RFID-сканера, который мог считывать специальные карты, прилагавшихся к той или иной игре или купленных отдельно. Данные карты открывали доступ к персонажам, приёмам, иным игровым механикам.

## Технические характеристики

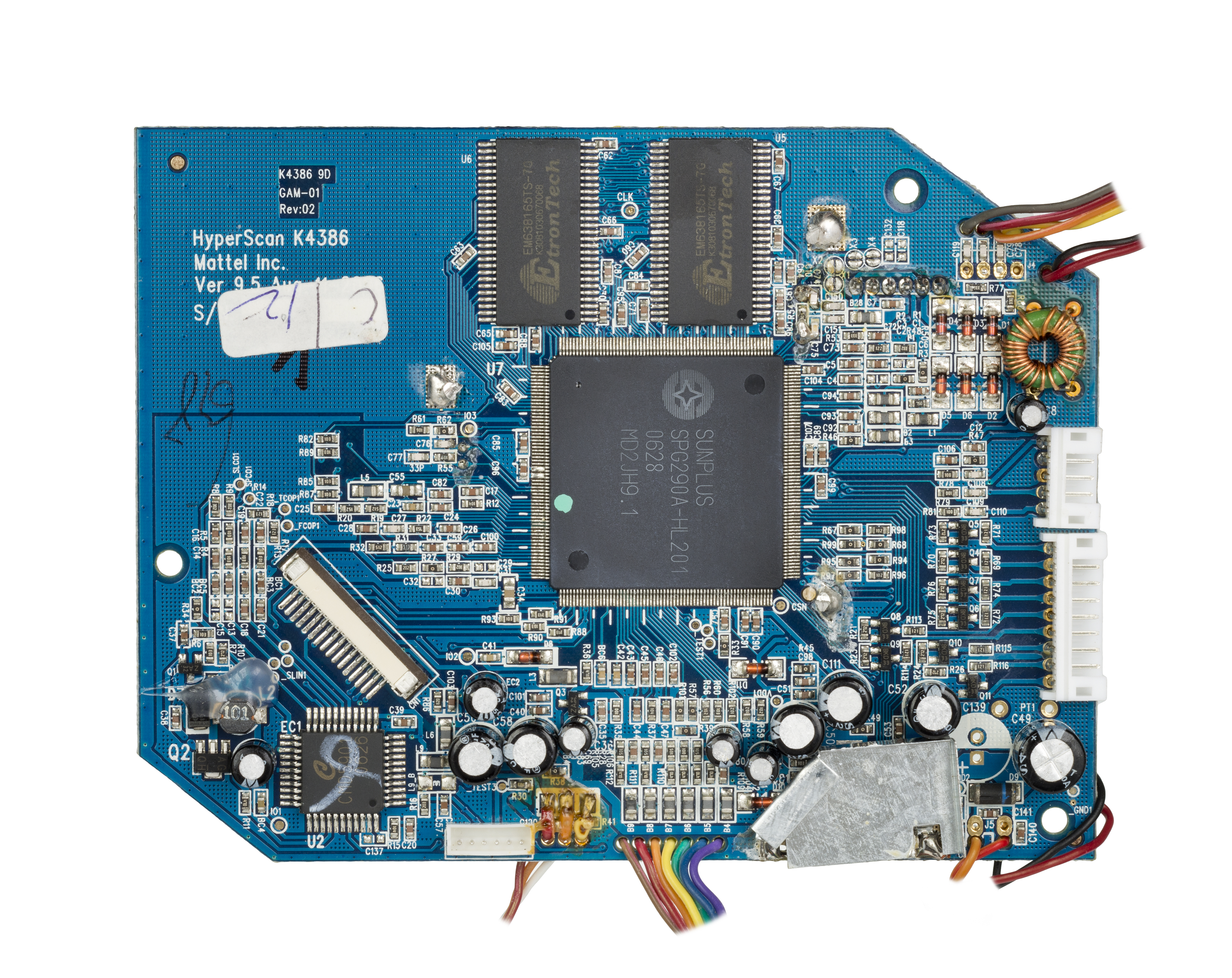
HyperScan основан на SoC-системе Sunplus SPG290

В плане технических особенностей HyperScan была намного слабее других консолей тех лет. Они были следующими:
- 32-битный процессор и система-на-кристалле Sunplus SPG290 SoC
- UART, I²C, SPI.
- Композитный видео-выход(RCA)
- 16 MB памяти SDRAM
- Оригинальное разрешение 640×480
- цветопередача 65,535 цветов (RGB 565 mode), 16-битный цвет
- 1 USB-порт

RFID-сканер, работавший на частоте 13.56 МГц, обладал 96 байтами собственной памяти.

## Игры
Всего для HyperScan вышло лишь 5 игр:
- X-Men
- Ben 10
- Spider-Man
- Interstellar Wrestring League
- Marvel Heroes

Также есть homebrew-игры и демо-сцены, сделанные программистами-любителями.

## Оценка и продажи
Поддержка HyperScan прекратилась 31 декабря 2007 года. За все время было продано около 30 тысяч консолей. Данная консоль провалилась в продаже. Критика была разгромной. В частности, журнал PC World включил её в список худших игровых консолей.